# سربانيط

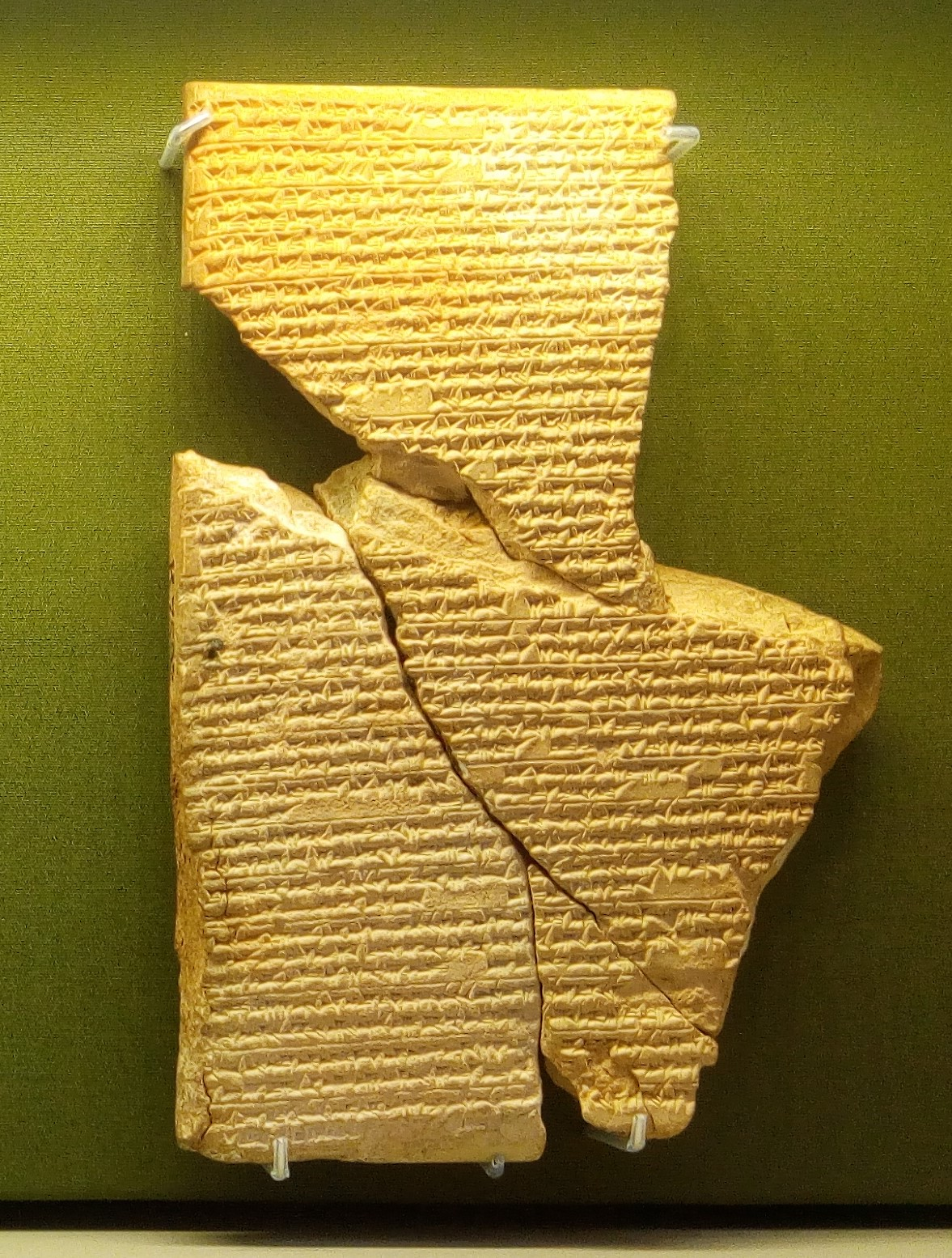
ترنيمة آشور بانيبال المزخرفة لمردوخ وسربانيط

سربانيط هي الإلهة الأم في الميثولوجيا البابلية وهي قرينة الإله مردوخ، إسمها يعني اللامعة، إرتبطت تاريخياً بكوكب الزهرة وكذلك إرتبطت بالإلهة أرورو التي تعتبر الإلهة الخالقة في الميثولوجيا البابلية. كان يتم الاحتفال بعيدها في يوم السنة الجديدة في بابل حيث كان يحتفل بزواجها من الإله مردوخ وكان يتم عبادتها عن طريق القمر، وكان دائماً ما يتم رسمها على شكل امرأة حامل، ويعتقد علماء الميثولوجيا أنها قد تكون هي نفسها عشتار أو غامسو أو بيليت كما معروف في الميثولوجيا.